# Campeonato Sul-Americano de Voleibol Feminino de 2017
O Campeonato Sul-Americano de Voleibol Feminino de 2017 foi a 32ª edição deste torneio, sendo organizado bi anualmente pela Confederação Sul-Americana de Voleibol (CSV). A sua realização se deu entre os dias 13 e 20 de agosto na cidade de Cáli, na Colômbia.
O Brasil conquistou seu 20º título ao derrotar todas as adversárias, garantindo assim a vaga direta no Campeonato Mundial de Voleibol Feminino de 2018, realizado no Japão. A seleção colombiana foi a vice-campeã, tendo o Peru em terceiro lugar e, assim, completando o pódio final.

## Seleções participantes
As seleções listadas abaixo participaram desta edição do Campeonato Sul-Americano de Voleibol Femininoː
| Equipe    | Última participação |
| --------- | ------------------- |
| Colômbia  | (Sede), 3º em 2015  |
| Argentina | 4º em 2015          |
| Brasil    | 1º em 2015          |
| Chile     | 6º em 2015          |
| Peru      | 2º em 2015          |
| Venezuela | 5º em 2015          |

## Formato de disputa
O torneio consistiu em um grupo único, no qual as seis seleções participantes se enfrentaram em um sistema de todos contra todos. Além de conseguir o título campeonato sul-americano, a equipe campeã obteve a única vaga direta ao Campeonato Mundial de Voleibol Feminino de 2018, como um dos representantes da Confederação Sul-Americana de Voleibol. As seguintes três equipes melhores classificadas garantiram uma vaga no Torneio Pré-Mundial, disputado no Peru em outubro do mesmo ano.

## Sede
| CaliCáli, cidade sede do torneio de 2017. | Cáli                          |
| ----------------------------------------- | ----------------------------- |
| CaliCáli, cidade sede do torneio de 2017. | Coliseo Evangelista Mora      |
| CaliCáli, cidade sede do torneio de 2017. | Capacidade: 3340 espectadores |
| CaliCáli, cidade sede do torneio de 2017. |                               |

Em novembro de 2016, a Colômbia foi anunciada como o país anfitrião da edição de 2017 do torneio. Posteriormente, a cidade de Cáli foi oficializada como cidade sede das partidas. Esta foi a quarta ocasião, e a segunda consecutiva, que a Colômbia sediou o Campeonato Sul-Americano de Voleibol Feminino. Antes, já havia recebido o torneio em Bucaramanga (1973), Bogotá (2003) e Cartagena das Índias (2015).

### Ginásio
Todas as partidas do torneio foram realizados no ginásio Coliseo Evangelista Mora, que reside como parte da Unidad Deportiva San Fernando na cidade de Cáli. Atualmente tem capacidade de acomodar 3340 espectadores.

## Fase única
Classificação
|     |           |     | Jogos | Jogos | Jogos | Resultados | Resultados | Resultados | Resultados | Resultados | Resultados | Sets | Sets | Sets  | Pontos | Pontos | Pontos |
| Pos | Equipe    | Pts | T     | V     | D     | 3–0        | 3–1        | 3–2        | 2–3        | 1–3        | 0–3        | V    | P    | R     | V      | P      | R      |
| --- | --------- | --- | ----- | ----- | ----- | ---------- | ---------- | ---------- | ---------- | ---------- | ---------- | ---- | ---- | ----- | ------ | ------ | ------ |
| 1   | Brasil    | 15  | 5     | 5     | 0     | 5          | 0          | 0          | 0          | 0          | 0          | 15   | 0    | MAX   | 375    | 216    | 1.736  |
| 2   | Colômbia  | 11  | 5     | 4     | 1     | 3          | 0          | 1          | 0          | 0          | 1          | 12   | 5    | 2.400 | 396    | 336    | 1.179  |
| 3   | Peru      | 9   | 5     | 3     | 2     | 3          | 0          | 0          | 0          | 0          | 2          | 9    | 6    | 1.500 | 339    | 310    | 1.094  |
| 4   | Argentina | 7   | 5     | 2     | 3     | 2          | 0          | 0          | 1          | 0          | 2          | 8    | 9    | 0.889 | 361    | 368    | 0.981  |
| 5   | Venezuela | 3   | 4     | 1     | 3     | 1          | 0          | 0          | 0          | 0          | 3          | 3    | 9    | 0.333 | 278    | 353    | 0.788  |
| 6   | Chile     | 0   | 5     | 0     | 5     | 0          | 0          | 0          | 0          | 0          | 5          | 0    | 15   | 0,000 | 209    | 375    | 0.557  |

Resultados
Todos os horários no UTC-5.
| Data   | Hora  |           | Placar |           | Set 1 | Set 2 | Set 3 | Set 4 | Set 5 | Total   | Relatório |
| ------ | ----- | --------- | ------ | --------- | ----- | ----- | ----- | ----- | ----- | ------- | --------- |
| 15 ago | 15:00 | Chile     | 0 – 3  | Venezuela | 19–25 | 18–25 | 16–25 | –     | –     | 53–75   | 53 – 75   |
| 15 ago | 17:00 | Brasil    | 3 – 0  | Argentina | 25–21 | 25–15 | 25–15 | –     | –     | 75–51   | 75 – 51   |
| 15 ago | 19:30 | Peru      | 0 – 3  | Colômbia  | 20–25 | 23–25 | 20–25 | –     | –     | 63–75   | 63 – 75   |
| 16 ago | 15:00 | Venezuela | 0 – 3  | Brasil    | 15–25 | 6–25  | 12–25 | –     | –     | 33–75   | 33 – 75   |
| 16 ago | 17:00 | Argentina | 0 – 3  | Peru      | 19–25 | 19–25 | 20–25 | –     | –     | 58–75   | 58 – 75   |
| 16 ago | 19:30 | Colômbia  | 3 – 0  | Chile     | 25–12 | 25–17 | 25–12 | –     | –     | 75–41   | 75 – 41   |
| 17 ago | 15:00 | Peru      | 3 – 0  | Venezuela | 25–15 | 25–21 | 25–21 | –     | –     | 75–57   | 75 – 57   |
| 17 ago | 17:00 | Brasil    | 3 – 0  | Chile     | 25–05 | 25–10 | 25–07 | –     | –     | 75–22   | 75 – 22   |
| 17 ago | 19:30 | Colômbia  | 3 – 2  | Argentina | 26–24 | 24–26 | 25–17 | 22–25 | 15–10 | 112–102 | 112 – 102 |
| 18 ago | 15:00 | Chile     | 0 – 3  | Argentina | 16–25 | 16–25 | 16–25 | –     | –     | 48–75   | 48 – 75   |
| 18 ago | 17:00 | Brasil    | 3 – 0  | Peru      | 25–16 | 25–17 | 25–18 | –     | –     | 75–51   | 75 – 51   |
| 18 ago | 19:30 | Venezuela | 0 – 3  | Colômbia  | 18–25 | 18–25 | 19–25 | –     | –     | 55–75   | 55 – 75   |
| 19 ago | 15:00 | Argentina | 3 – 0  | Venezuela | 25–19 | 25–18 | 25–23 | –     | –     | 75–60   | 75 – 60   |
| 19 ago | 17:00 | Peru      | 3 – 0  | Chile     | 25–9  | 25–18 | 25–18 | –     | –     | 75–45   | 75 – 45   |
| 19 ago | 19:30 | Colômbia  | 0 – 3  | Brasil    | 23–25 | 19–25 | 17–25 | –     | –     | 59–75   | 59 – 75   |